# Prisoners of the Lost Universe
Prisoners of the Lost Universe (Prizonierii universului pierdut, 1983) este un film britanic științifico-fantastic de acțiune regizat de Terry Marcel și scris de acesta și Harry Robertson. În rolurile principale au interpretat Richard Hatch ca Dan Roebuck, Kay Lenz ca Madison și John Saxon. Filmările au avut loc în Africa de Sud.

## Rezumat
Trei persoane sunt transportate într-un univers paralel atunci când un cutremur are loc exact în timp ce un om de știință experimentează cu emițătorul său de „materie”. Cei trei trebuie să scape din lumea ciudată a lui Vonya pentru a ajunge acasă, în timp ce au de-a face cu o serie de răufăcători. 

## Distribuție
- Richard Hatch – Dan Roebuck
- Kay Lenz - Carrie Madison
- John Saxon - Kleel
- Larry Taylor - Vosk
- Peter O’Farrell - Malachi
- Ray Charleson - The Greenman
- Kenneth Hendel - Dr Hartmann
- Philip Van der Byl - The Manbeast
- Dawn Abraham - Shareen
- Ron Smerczak - Head Trader
- Charles Comyn - Treet
- Ian Steadman - 1st Prisoner
- Bill Flynn - 2nd Prisoner
- Danie Voges - Giant Nabu
- Myles Robertson - Waterbeast